# Селім Пальмґрен
Селім Пальмґрен (фін. Selim Gustaf Adolf Palmgren; 16 лютого 1878, Порі, Велике князівство Фінляндське, Російська імперія — 13 грудня 1951, Гельсінкі, Фінляндія) — фінський композитор, піаніст, диригент і педагог.

## Життєпис
Почав музичне навчання у 1895 в Академії імені Сібеліуса, а з 1899 — в Німеччині.
Учень Мартіна Вегеліуса (гармонія, контрапункт), В. Петцега, Генріка Мельцера, К. Екмана, а також Ферруччо Бузоні і Конрада Анзорге (фортепіано).
У 1909–1912 — диригент симфонічного оркестру Музичного товариства в Турку. Творам Пальмґрена притаманні яскравий національний колорит і мальовничість.
Селім вів активну гастрольну діяльність. З 1927 викладав композицію у своїй альма-матер, а в 1939 році стає її професором з класу гармонії, композиції та фортепіано.
Серед учнів Пальмґрена: Жорж де Годзінський, Ейнар Енґлунд та ін.
Писав музику до вистав, займався обробкою народних пісень.
Був одружений зі співачкою Майккі Ярнефельт.

## Твори
- опера «Даніель Г'юрт» / Daniel Hjort (1910, Турку)
- 4 симфонічні картини «Із Фінляндії» для оркестру / Aus Finnland, 4 Symphonic Pieces for Orchestra
- сюїта «Пори року»
- «Пастораль» у трьох картинах / A Pastoral in 3 Scenes, Suite for Piano / Orchestra
- концерт № 4 «Квітень» для фортепіано з оркестром / Piano Concerto No.4 («April», 1928)